# Comuna Kalnîbolota, Novoarhanhelsk
Kalnîbolota (în ucraineană Кальниболота) este o comună în raionul Novoarhanhelsk, regiunea Kirovohrad, Ucraina, formată din satele Jevanivka, Kalînivka, Kalnîbolota (reședința), Kindrativka, Nîzove și Prîiut.

## Demografie
Componența lingvistică a comunei Kalnîbolota
     Ucraineană (97,57%)
     Rusă (1,7%)
Conform recensământului din 2001, majoritatea populației comunei Kalnîbolota era vorbitoare de ucraineană (97,57%), existând în minoritate și vorbitori de rusă (1,7%).